# 卡萊斯·阿萊尼亞
卡萊斯·阿萊尼亞·卡斯蒂略（1998年1月5日—），西班牙加泰隆尼亞足球運動員，司職中場，現效力於西甲球會艾拉維斯。

## 球會生涯
卡萊斯·阿萊尼亞於2005年，7歲時進入巴塞隆納拉瑪西亞青訓營。2015年8月29日，在巴塞隆納B隊替補上場首秀。2015年11月24日，在歐冠盃青年賽對陣羅馬的比賽中第一次為巴塞隆納B隊進球。同年12月19日，打入在西班牙丙級聯賽的首顆進球。
2016年11月，表現優異的阿萊尼亞獲選進入巴塞隆納一線隊在西班牙國王盃的大名單。11月30日，在西班牙國王盃與靴格里斯足球俱樂部的比賽中上演一線隊首秀，並打入一球。2017年4月2日，在西班牙甲級聯賽與格拉納達足球俱樂部的比賽中上演聯賽首秀，替換隊友伊萬·拉基蒂奇上場。

## 榮譽

### 俱樂部
- 巴塞隆納
  - 西甲冠軍:2018-19
  - 西班牙國王盃冠軍:2016-17，2017-18